# Mary Wilson de Rievaulx
Pour les articles homonymes, voir Mary Wilson.
Gladys Mary Wilson, baronne Wilson de Rievaulx, née Gladys Mary Baldwin à Diss (Norfolk, Royaume-Uni) le 12 janvier 1916 et morte le 6 juin 2018 à Londres (Royaume-Uni), est l'épouse du Premier ministre britannique Harold Wilson, en poste de 1964 à 1970 et de 1974 à 1976.